# 1992 UX
1992 UX är en asteroid i huvudbältet som upptäcktes den 21 oktober 1992 av den japanska astronomen Takeshi Urata vid Nihondaira-observatoriet.
Asteroiden har en diameter på ungefär 4 kilometer och den tillhör asteroidgruppen Vesta.